# Monocida
Monocida là một chi bọ cánh cứng trong họ Chrysomelidae.
Chi này được miêu tả khoa học năm 1899 bởi Jacoby.

## Các loài
Các loài trong chi này gồm:
- Monocida humeralis Laboissiere, 1939
- Monocida impressifrons Laboissiere, 1939
- Monocida inornata Jacoby, 1900
- Monocida keilingi Laboissiere, 1939
- Monocida sudanica Laboissiere, 1939
- Monocida suturata Jacoby, 1899
- Monocida thoracica Jacoby, 1903